# ナイナイメモリー
『ナイナイメモリー』とは日本テレビで2008年より放送している不定期特番である。

## 内容
記憶（Memory=メモリー）をテーマに、20人の芸能人がクイズに挑むバラエティ番組である。
純粋に記憶力を試す問題はそれほど多くなく雑学問題、普段聴き慣れた声や音を聴いてそれは何かを当てる問題、普段見慣れている物のイラストを描く問題、物語のエンディングを答える問題など、普段あいまいなまま記憶しがちな事象から出題することが多い。

## 放送日および成績
いずれも『モクスペ』の枠で放送。
| 回数  | 放送日         | 優勝                            | 最下位   |
| ----- | -------------- | ------------------------------- | -------- |
| 第1回 | 2008年2月28日  | 半田健人                        | 武田修宏 |
| 第2回 | 2008年4月24日  | 品川祐 （品川庄司）             | 桜庭和志 |
| 第3回 | 2008年10月23日 | 小杉竜一 （ブラックマヨネーズ） | 南明奈   |

## 出演

### 司会
- ナインティナイン
  - 矢部浩之
  - 岡村隆史

### アシスタント
- 脊山麻理子（日本テレビアナウンサー）

## スタッフ
- 企画・演出：黒川高
- ナレーター：あおい洋一郎、井上喜久子
- 構成：アサダアツシ、小野高義、藤井靖大、丸山浩司、藤澤雅孔
- TM：江村多加司
- SW：村松明
- CAM：山田祐一（第1、3回）、津野祐一（第2回）
- LD：名取孝昌（第1、2回）、高橋明宏（第3回）
- MIX：今野健
- AUD：藤岡絵里子（第1、2回）、山田値久（第3回）
- VE：矢田部昭（第1回）、服部博（第2回）、三山隆浩（第3回）
- CCD：鴇田晴海
- 技術協力：NiTRO、ヌーベルフォース、EAT、TAMCO
- 美術：小野寺一幸
- 美術デザイン：栗原純二
- 大道具：赤木直樹
- 電飾：磯野公章（第1、2回）、伊藤伸朗（第3回）
- マルチビジョン：太田和明
- 美術協力：日テレアート
- 編集：木村有宏（ザ・チューブ、第1、3回）、平原卓治・井上三郎（IMAGICA、第2回）
- MA：丸山秀樹（大門スタジオ、第1回）、伊藤一馬（IMAGICA、第2回）、中村裕子（ザ・チューブ、第3回）
- 音効：石川一宏、磯部裕之
- TK：山沢啓子
- オープニングCG：P.I.C.S
- CG：Point Pictures
- スタイリスト：fij
- メイク：白水徹哉
- 協力：第一興商
- リサーチ：藤本裕（第1、2回）、宮内智弘（第1、2回）、OFFICE HIT（第3回）
- 広報：立柗典子
- 調査：向笠啓祐
- デスク：内田佳与子
- AD：関根健二、大塚隆史、合田伊知郎
- AP：北詰由賀、島田勇夫
- ディレクター：川本良樹、寺野慎一郎、丸山剛、栗原利典、又吉慎平、武信考、橋本和明、相澤幸一
- プロデューサー：小澤太郎／天笠ひろ美、林田竜一、高家宏明（SION）
- チーフプロデューサー：安岡喜郎
- 制作協力：THE WORKS、ロール・ワン
- 制作著作：日テレ